# Synema
Synema is een geslacht van spinnen uit de  familie van de Thomisidae (krabspinnen).

## Soorten
- Synema abrahami Mello-Leitão, 1948
- Synema adjunctum O. P.-Cambridge, 1891
- Synema aequinoctiale (Taczanowski, 1872)[1]
- Synema affinitatum O. P.-Cambridge, 1891
- Synema albomaculatum Ono, 2001
- Synema annulipes Dahl, 1907
- Synema bariguiensis Mello-Leitão, 1947
- Synema batarasa Barrion & Litsinger, 1995
- Synema bellum Soares, 1944
- Synema berlandi Lessert, 1919
- Synema bipunctatum (Taczanowski, 1872)[1]
- Synema bishopi Caporiacco, 1955
- Synema bourgini Millot, 1942
- Synema buettneri Dahl, 1907
- Synema camerunense Dahl, 1907
- Synema candicans (O. P.-Cambridge, 1876)[1]
- Synema caucasicum Utochkin, 1960
- Synema cervinum Schenkel, 1936
- Synema chikunii Ono, 1983
- Synema concolor Caporiacco, 1947
- Synema conradti Dahl, 1907
- Synema curvatum Dahl, 1907
- Synema decens (Karsch, 1878)[1]
- Synema decoratum Tikader, 1960
- Synema diana (Audouin, 1826)[1]
- Synema fasciatum Mello-Leitão, 1929
- Synema fiebrigi Dahl, 1907
- Synema fischeri Dahl, 1907
- Synema flavimanum Dahl, 1907
- Synema flavipes Dahl, 1907
- Synema flavum Dahl, 1907
- Synema flexuosum Dahl, 1907
- Synema fuelleborni Dahl, 1907
- Synema fuscomandibulatum Petrunkevitch, 1925
- Synema glaucothorax Piza, 1934
- Synema globosum (Fabricius, 1775)[1] (Blinkende krabspin)
  - Synema globosum clarum Franganillo, 1913
  - Synema globosum flavum Franganillo, 1913
  - Synema globosum nigriventre Kulczynski, 1901
  - Synema globosum pulchellum Franganillo, 1926
- Synema gracilipes Dahl, 1907
- Synema haemorrhoidale Dahl, 1907
- Synema haenschi Dahl, 1907
- Synema helvolum Simon, 1907
- Synema hildebrandti Dahl, 1907
- Synema hirtipes Dahl, 1907
- Synema illustre Keyserling, 1880
- Synema imitator (Pavesi, 1883)[1]
  - Synema imitator meridionale Strand, 1907
- Synema interjectivum Mello-Leitão, 1947
- Synema jaspideum Simon, 1907
- Synema jocosum Banks, 1929
- Synema lanceolatum Mello-Leitão, 1929
- Synema langheldi Dahl, 1907
- Synema laticeps Dahl, 1907
- Synema latispinum Keyserling, 1883
- Synema latissimum Dahl, 1907
- Synema lineatum Thorell, 1894
- Synema longipes Dahl, 1907
- Synema longispinosum Dahl, 1907
- Synema lopezi Jiménez, 1988
- Synema lunulatum Dahl, 1907
- Synema luridum Keyserling, 1880
- Synema luteovittatum Keyserling, 1891
- Synema maculatovittatum Caporiacco, 1954
- Synema maculosum O. P.-Cambridge, 1891
- Synema madidum O. P.-Cambridge, 1895
- Synema mandibulare Dahl, 1907
- Synema marcidum Simon, 1907
- Synema marlothi Dahl, 1907
- Synema multipunctatum (Simon, 1895)[1]
- Synema mysorense Tikader, 1980
- Synema nangoku Ono, 2002
- Synema neomexicanum Gertsch, 1939
- Synema nigrianum Mello-Leitão, 1929
- Synema nigriventer Dahl, 1907
- Synema nigrotibiale Lessert, 1919
- Synema nigrum Keyserling, 1880
- Synema nitidulum Simon, 1929
- Synema obscurifrons Dahl, 1907
- Synema obscuripes Dahl, 1907
- Synema opulentum Simon, 1886
  - Synema opulentum birmanicum Thorell, 1887
- Synema ornatum (Thorell, 1875)[1]
- Synema palliatum O. P.-Cambridge, 1891
- Synema papuanellum Strand, 1913
- Synema paraense Mello-Leitão, 1929
- Synema parvulum (Hentz, 1847)[1]
- Synema pauciaculeis Caporiacco, 1947
- Synema pereirai Soares, 1943
- Synema pichoni Schenkel, 1963
- Synema plorator (O. P.-Cambridge, 1872)[1]
- Synema pluripunctatum Mello-Leitão, 1929
- Synema pusillum Caporiacco, 1955
- Synema putum O. P.-Cambridge, 1891
- Synema quadratum Mello-Leitão, 1929
- Synema quadrifasciatum Dahl, 1907
- Synema quadrimaculatum Roewer, 1961
- Synema reimoseri Lessert, 1928
- Synema riflense Strand, 1909
- Synema rubromaculatum Keyserling, 1880
- Synema scalare Strand, 1913
- Synema scheffleri Dahl, 1907
- Synema schulzi Dahl, 1907
- Synema setiferum Mello-Leitão, 1929
- Synema simoneae Lessert, 1919
- Synema socium O. P.-Cambridge, 1891
- Synema spinosum Mello-Leitão, 1929
- Synema spirale Dahl, 1907
- Synema steckeri Dahl, 1907
- Synema subabnorme Caporiacco, 1947
- Synema suteri Dahl, 1907
- Synema tadzhikistanicum Utochkin, 1960
- Synema ternetzi Mello-Leitão, 1939
- Synema tibiale Dahl, 1907
- Synema togoense Dahl, 1907
- Synema tricalcaratum Mello-Leitão, 1929
- Synema trimaculosum Schmidt, 1956
- Synema utotchkini Marusik & Logunov, 1995
- Synema vachoni Jézéquel, 1964
- Synema valentinieri Dahl, 1907
- Synema vallotoni Lessert, 1923
- Synema variabile Caporiacco, 1939
- Synema viridans (Banks, 1896)[1]
- Synema viridisterne Jézéquel, 1966
- Synema vittatum Keyserling, 1880
- Synema zonatum Tang & Song, 1988